# Munskänk

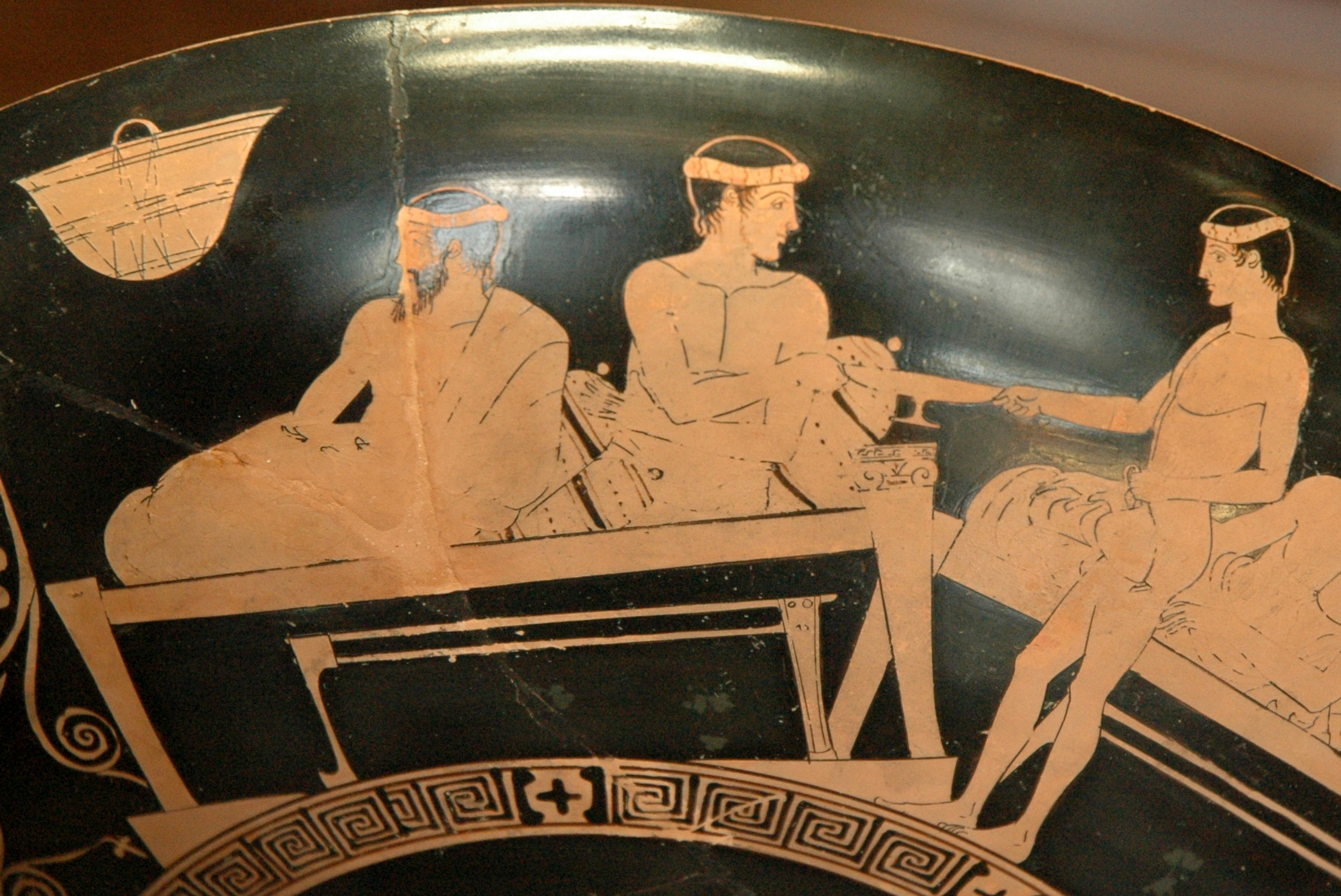
En ung munskänk "skänker" vin, grekiskt måleri cirka 450 f. Kr.

Munskänk var i äldre tider en person som hade tillsyn över dryckesvarorna, avsmakade dem och "skänkte i" (hällde i) åt gästerna. Munskänken var en förtroendepost vid de kungliga hoven och i furstars och stormäns hushåll. På grund av den ständiga fruktan för komplotter och intriger måste en munskänk vara helt pålitlig. Han var ansvarig för att skydda sin herre från att bli förgiftad och ibland var han tvungen att dricka av den (kredensa) innan den serverades. Munskänken vann ofta sin herres tillgivenhet vilket även kunde ge honom en ställning med stort inflytande (jämför med gunstling).
Sveriges allra tidigaste urkunder omtalar att vid den svenske kungens hov fanns en munskänk liksom det fanns en sådan även vid  Norges hird.
En berömd munskänk i antikens Iran var profeten Nehemja.